# قزقلعه سی
قزقلعه سی مربوط به دوران‌های تاریخی پس از اسلام است و در شهرستان‌آباده، بخش مرکزی، جاده بهمن به خسرو و شیرین واقع شده و این اثر در تاریخ ۱۲ بهمن ۱۳۸۱ با شمارهٔ ثبت ۷۱۶۹ به‌عنوان یکی از آثار ملی ایران به ثبت رسیده‌است.